# Абација дел Москоло (Римини)
Абација дел Москоло (итал. Abbazia del Moscolo) је насеље у Италији у округу Римини, региону Емилија-Ромања.
Према процени из 2011. у насељу је живело 77 становника. Насеље се налази на надморској висини од 99 м.